# Denno
Denno is een gemeente in de Italiaanse provincie Trente (regio Trentino-Zuid-Tirol) en telt 1157 inwoners (31-12-2004). De oppervlakte bedraagt 10,4 km², de bevolkingsdichtheid is 111 inwoners per km².

## Demografie
Denno telt ongeveer 477 huishoudens. Het aantal inwoners steeg in de periode 1991-2001 met 4,6% volgens cijfers uit de tienjaarlijkse volkstellingen van ISTAT.
| Jaar | Inwoneraantal |
| ---- | ------------- |
| 1991 | 1052          |
| 2001 | 1100          |

## Geografie
Denno grenst aan de volgende gemeenten: Taio, Tuenno, Nanno, Flavon, Ton, Cunevo, Campodenno.